# 石田穣
石田 穣（いしだ　みのり、1940年 - ）は、日本の法学者。専門は、民法・民事訴訟法。元判事補・東京大学助教授。川島武宜･来栖三郎の弟子。

## 学説
民法・民事訴訟法の広範な分野に渡って伝統的な権威に反旗を翻す学説を多く発表、決して通説化することはなかったが、それぞれの分野において少なくない影響を与えた。専門化・細分化が著しい戦後民事法研究において、実体法と訴訟法の両方に重要な貢献をなした、ほとんど唯一の学者でもある。
- 星野英一によって法解釈の手法として主張された利益考量論を批判し、法解釈は立法者の意思によって拘束されると主張した[1]。しかし、立法者意思説は起草者によって否定されており[2]、三権分立の原則と相まって、客観的な法律の文面に現れない立法者意思に司法に対する拘束力を認める説を正面から採ることはできないとされるのが一般である[3]。

- 不法行為の損害賠償の範囲について、鳩山秀夫は、債務不履行の損害賠償の範囲に関する民法416条の適用を類推適用して相当因果関係のある範囲内で責任を負うとの相当因果関係説を提唱し、判例によって採用されるに至っていたが、これに平井宜雄は徹底的な批判を加え、保護範囲説を提唱し、一時教科書から相当因果関係との言葉を消し去るほどの多大な影響力をもっていた。これに対し、石田は、保護範囲説を批判し、危険性関連という概念を提唱して民法416条の類推適用を支持し[4]、その後、四宮和夫らによって支持された。

- 立証責任の分配について、兼子一によって提唱され、司法研修所の民事裁判官教官室によって承継・発展されて現在の実務の基礎をなしているレオ・ローゼンベルク (en:Leo Rosenberg)の理論をベースとした法律要件分類説（条文を基礎に決定する）を批判し、ディーター・ライポルト（de:Dieter Leipold (Jurist)）およびムジーラクによる同説の批判を出発点として証拠との距離、立証の難易、事実存在の蓋然性等の実質的要素を考慮して決定すべきと主張し（ライネッケやヴァーレンドルフの説と共通点がある）[5]、その後、新堂幸司によって支持された。これに対し、通説を擁護する立場から裁判官の倉田卓次による反論がなされ、倉田石田論争と呼ばれた[6]。ここでの石田説は、正面から実務に採用されることはなかったが、その問題提起は受け止められ、司法研修所のテキストの記述にも反映されるなど多大な影響をもたらした[7]。

- 物権法の分野では、登記を、通説である対抗要件でも、権利保護資格要件でもなく、我妻栄がかつて与した効力要件である、との立場に立つ[8]。

## 経歴
- 1963年　東京大学法学部卒業
- 1963年　司法修習17期
- 1965年　判事補任官
- 1968年　東京大学法学部助手
- 1971年　東京大学法学部助教授
- 1981年　教授昇進の途が断たれる[9]
- 2001年　東京大学法学部退官

## 著作

### 著書
- 『法解釈学の方法』（青林書院新社、1976年）
- 『民法学の基礎』 （有斐閣、1976年）
- 『損害賠償法の再構成』（東京大学出版会、1977年）
- 『事務管理・不当利得・不法行為』民法講義(6) （有斐閣、1977年）高木多喜男，加藤雅信らと共著
- 『民法と民事訴訟法の交錯』（東京大学出版会、1979年）
- 『証拠法の再構成』（東京大学出版会、1980年）
- 『民法5（契約法）』現代法律学講座13（青林書院新社、1982年）
- 『民法総則』（悠々社、1992年）
- 『民法大系(2) 物権法』（信山社、2008年8月）
- 『民法大系(3) 担保物権法』（信山社、2010年10月）
- 『民法大系(1) 民法総則』（信山社、2014年12月）
- 『民法大系(4) 債権総論』（信山社、2022年11月）

以後続刊予定
- 『民法大系(5) 契約法』（信山社）
- 『民法大系(6) 事務管理・不当利得・不法行為法』（信山社）
- 『民法大系(7) 親族法』（信山社）
- 『民法大系(8) 相続法』（信山社）

### 論文
- 「立証責任論の現状と将来」法学協会雑誌90巻8号(1973)
- 「立証責任論の再構成」判例タイムズ322号(1975)
- その他は、右リンク参照。